# Peperomia oliveri
Peperomia oliveri är en pepparväxtart som beskrevs av Florence & Wagner. Peperomia oliveri ingår i släktet peperomior, och familjen pepparväxter. Inga underarter finns listade i Catalogue of Life.